# Таїтійська бородавчаста риба-клоун
Таїтійська бородавчаста риба-клоун або волохата риба-жаба (лат. Antennarius striatus) — вид морських променеперих риб, що належить до родини Antennariidae, жабоподібних риб. Цей вид зустрічається в Індо-Тихоокеанському регіоні та східній частині Атлантичного океану.

## Класифікація
Бородавчаста риба-клоун була вперше офіційно описана в 1794 році англійським біологом Джорджем Шоу як Lophius striatus, а її типове місцезнаходження — Таїті, Острови Товариства. У межах роду Antennarius цей вид належить до групи видів striatus. У 5-му виданні «Риби світу» рід Antennarius віднесено до родини Antennariidae, підряду Antennarioidei, ряду Lophiiformes — риби-рибалки.

## Етимологія
Смугаста риба-клоун має назву роду Antennarius із суфіксом -ius до антени, натяк на те, що перший спинний хребет адаптований у помацок на голові, який використовується як приманка для залучення здобичі. Специфічна назва striatus означає «смугастий», що є натяком на численні чорні смуги на тілі цієї риби.

## Опис
Ця маленька рибка виростає довжиною близько 20 сантиметрів. Як і інші члени родини, вона має округле, розтяжне тіло, а її м'яка шкіра вкрита нерегулярно розташованими шкірними шипами, що нагадують волоски. ЇЇ великий рот висунутий вперед, дозволяє їй ковтати здобич, яка за розміром не менше за неї. Забарвлення її тіла надзвичайно різноманітне, оскільки окремі риби прагнуть відповідати своєму середовищу існування. Жаби здатні змінювати забарвлення і пігментний візерунок, причому на адаптацію потрібно лише кілька тижнів. Домінантне забарвлення варіюється від жовтого до коричнево-помаранчевого, проходячи через ряд відтінків, але також може бути зеленим, сірим, коричневим, майже білим або навіть повністю чорним без жодного малюнка. Тіло і плавники можуть бути позначені приблизно паралельними темними смугами або видовженими плямами, деякі з них мають промені, що виходять з очей.
Перший спинний відросток, ілліціум, спрямований вперед і пристосований для використання як вудка. Його кінчик має характерну червоподібну приманку (еску), яка, коли риба нею махає, приваблює здобич. Спинний хребет складається з двох-семи видовжених придатків. Другий спинний хребець практично вертикальний і рухливий, тоді як третій зігнутий до задньої частини тіла. Вони добре відокремлені один від одного, а також від спинного плавця

## Розподіл
Таїтійська бородавчаста риба-клоун зустрічається в тропічних і субтропічних водах від Індійського океану до центру Тихого океану, а також в Атлантичному океані на західному узбережжі Африки і від узбережжя Нью-Джерсі до південного узбережжя Бразилії, включаючи Мексиканську затоку і Карибський басейн. Єдині води, де ці риби не зустрічаються, — Середземне море та Арктика.

## Ареал проживання
Цей вид мешкає на мілководді, піщаних ділянках або скелястих і коралових рифах до глибоких вод. Його можна знайти на глибині від поверхні до 210 м, а в середньому на глибині 40 м. Вони часто імітують корали або губки навколо себе, щоб злитися з навколишнім середовищем, відоме як криптичне забарвлення. Оскільки загальні добові температури продовжують зростати, це створює велику проблему для океанів та їхніх мешканців, які покладаються на екосистеми всередині, щоб вижити. Риба-клоун не є винятком, оскільки вона залежить від коралових рифів, щоб змішуватися з ними і полювати на меншу рибу. Після того, як риба-клоун потрапляє в певне середовище, вона здатна пристосовуватися до нього і змінювати забарвлення протягом декількох тижнів, щоб злитися з навколишнім середовищем.

## Рекомендована література
- Froese, Rainer; Pauly, Daniel (eds.) (2012). «Antennarius striatus» in FishBase. April 2012 version.
- 7. Pietsch, T. W., & Grobecker, D. B. (1990). Science in Pictures: Frogfishes. Scientific American, 262(6), 96–103.